# Diritti LGBT in Macedonia del Nord
I diritti delle persone LGBT (lesbiche, gay, bisessuali e transgender) in Macedonia del Nord sono differenti rispetto a quelli delle persone eterosessuali.
In Macedonia del Nord l'omosessualità è legale all'interno del paese. Le famiglie formate da coppie di persone dello stesso sesso non hanno diritto alle stesse protezioni legali disponibili per le coppie sposate composte da individui sesso opposto.

## Nel diritto macedone

### Diritto penale
L'omosessualità è stata dichiarata illegale in Macedonia fino al 1996, quando il paese ha decriminalizzato i rapporti tra persone dello stesso sesso (questa era una delle condizioni per diventare membro del Consiglio d'Europa). Nello stesso anno l'età per le relazioni omosessuali e quelle eterosessuali è stata parificata.

### Diritto civile

#### Leggi antidiscriminatorie
La prima volta che il governo macedone ha protetto le persone LGBT è stato nel 2008, per quanto riguarda il settore dell'occupazione. All'inizio del 2010, tuttavia, durante la revisione della legge antidiscriminazioni, il parlamento del paese ha rimosso l'orientamento sessuale dall'elenco delle protezioni.
Nel marzo 2019, con 52 voti a favore e 3 astenuti, il Parlamento ha riadottato delle leggi antidiscriminatorie includendo l'orientamento sessuale e l'identità di genere .
Il 22 maggio 2019 la Legge sulla Prevenzione e la Protezione contro la discriminazione (in macedone: Закон за спречување и заштита од дискриминација) è entrata in vigore, dopo la nuova elezione del Presidente Stevo Pendarovski, il quale ha firmato la legge.
Il 14 maggio 2020, la Corte Costituzionale ha tuttavia stroncato la legge per motivi procedurali. Una simile legge è passata in Parlamento il 27 ottobre 2020.

#### Tutele per le coppie omosessuali
Non esiste un riconoscimento giuridico delle coppie dello stesso sesso. La legge definisce il matrimonio come "l'unione tra un uomo e una donna".
Nel settembre 2013 venne proposto un emendamento costituzionale per definire il matrimonio come unione tra un uomo e una donna ma non ottenne la maggioranza necessaria per essere approvato (due terzi dell'Assemblea macedone).
Nel gennaio 2015 i legislatori macedoni hanno approvato un nuovo emendamento costituzionale che definisce il matrimonio solo tra "uomo e donna".

## Tabella riassuntiva
| Attività e relazioni sessuali legali                                                                          | (1996)                      |
| Parità dell'età di consenso                                                                                   | (1996)                      |
| Leggi anti-discriminazione sul lavoro                                                                         | (dal 2020)                  |
| Leggi anti-discriminazione nella fornitura di beni e servizi                                                  | (dal 2020)                  |
| Leggi anti-discriminazione in tutti gli altri settori (inclusa discriminazione diretta ed espressioni d'odio) | (dal 2020)                  |
| Unione civile                                                                                                 | No                          |
| Matrimonio egualitario                                                                                        | (incostituzionale dal 2015) |
| Adozione | No                          |
| Autorizzazione a prestare servizio nelle forze armate                                                         | Si                          |
| Diritto di cambiare legalmente sesso                                                                          | (Dal 2021)                  |
| Accesso alla fecondazione in vitro per le coppie lesbiche                                                     | No                          |
| Maternità surrogata                                                                                           | No                          |
| Permesso di donare il sangue                                                                                  | No                          |